# Thomas More
Thomas More, född 7 februari 1478 i London, död 6 juli 1535 (avrättad) i London, var en engelsk jurist, hög statstjänsteman och författare. Han fick rykte om sig under sin levnad att vara en renässanshumanist och han motsatte sig Martin Luthers reformation. Under höjden av sin karriär var han lordkansler (Lord Chancellor). 
Thomas More är mest känd för sin bok Utopia, en fiktiv skildring av ett främmande folks samhällsskick, skriven på latin. Det var More som myntade ordet utopi (”ingenstans”). I landet Utopia fanns bland annat religionsfrihet, sex timmars arbetsdag och utbildning för både män och kvinnor.
More var nära vän med Erasmus av Rotterdam och innehade flera höga statliga ämbeten under Henrik VIII. På grund av påvens vägran att godkänna kungens skilsmässa från Katarina av Aragonien kom det till en brytning mellan den engelska kronan och den Heliga stolen. När More motsatte sig monarkens strävanden att bygga upp en självständig, av Rom oberoende, statskyrka kom han i svår konflikt med denne. Henrik VIII krävde att More skulle svära en ed som innebar att påvens överhöghet sattes ifråga. Detta vägrade More och fängslades i Towern 1535. Inom kort dömdes han till döden och avrättades genom halshuggning. Huvudet förevisades på London Bridge.
Thomas More kanoniserades av påven Pius XI år 1935.

## Biografi

### Barndom och uppväxt
Thomas Mores far, sir John More, var en advokat som vunnit framgång främst som representant för en av Englands mäktigaste adelsmän, Edward Stafford, 3:e hertig av Buckingham. De inkomster sir John More lyckades inbringa från sin tjänst, tillsammans med de pengar han fick genom fem äktenskap med företrädesvis rika änkor, investerade han i land, då en mans status under denna tid i mycket hög grad var förknippad med om han ägde fast egendom eller ej. Thomas fick en god utbildning, som inleddes med att han vid fem års ålder sattes i en skola vid namn St Anthony's. Därefter placerades han, enligt tidens sed, att uppfostras i ett förnämt hushåll. Fadern Sir John hade, antagligen med hjälp av hertigen av Buckingham, lyckats få en plats åt honom hos ärkebiskopen av Canterbury, tillika lordkansler, kardinal Morton. Här fick Thomas More lära sig hovseder, då kardinalen var knuten till hovet. Han uppmärksammades för sin begåvning, och Morton övertalade sir John att låta skicka Thomas till Oxford. Det var i Oxford More skaffade sig grunden till den bildning som sedan skulle få honom att utvecklas till en av renässansens främsta humanister. När han var sexton år lät fadern ombesörja att Thomas flyttade till London där han fullföljde sin utbildning till advokat. Genom sin tjänstgöring lyckades han ytterligare öka på sitt rykte vilket ledde till att han kunde inleda sin karriär i statens tjänst.

### Familjeliv

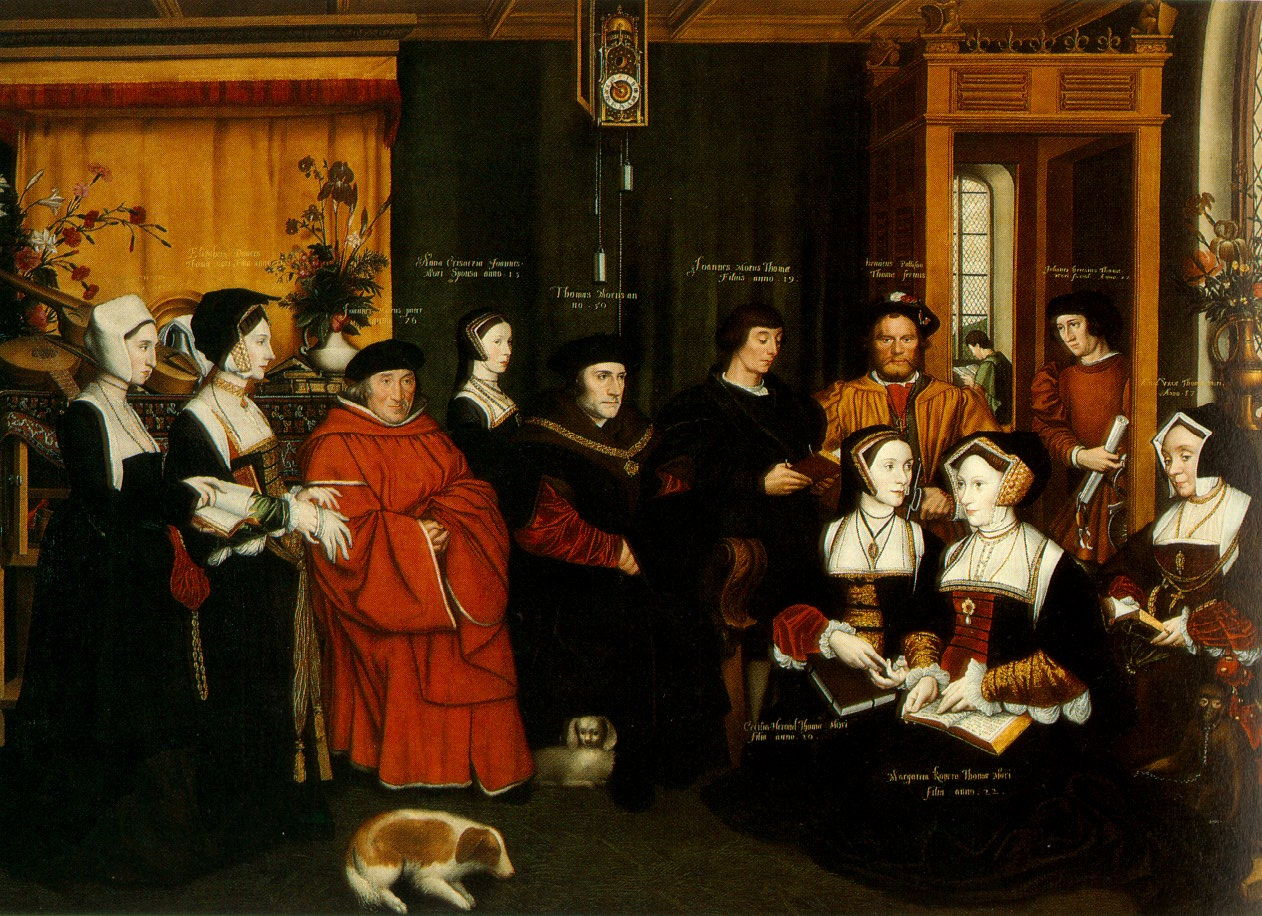
Av Rowland Lockey efter Hans Holbein d.y., Thomas Mores familj, cirka 1594

More ingick äktenskap första gången med Jane Colt år 1505. Hon var nästan tio år yngre än han och beskrevs av Mores vänner som en tystlåten och vänlig kvinna. Erasmus av Rotterdam skrev att More redan tidigt visat intresse för att ge henne en bättre utbildning än hon dittills fått och att han själv undervisade henne i musik och litteratur. More fick fyra barn med Jane: Margaret, Elizabeth, Cicely och John. När Jane avled år 1511 gifte More nästan omedelbart om sig, till hustru denna gång valde han en rik änka vid namn Alice Middleton. Alice More omtalades som en stark kvinna som inte var rädd för att hävda sina åsikter, Mores vän Andrew Ammonius beskrev henne till och med som en "kroknäst harpya", men Erasmus har vittnat om att äktenskapet var lyckligt. More och Alice fick inga barn tillsammans, men More kom att uppfostra den dotter Alice hade från ett tidigare äktenskap som sin egen. More åtog sig också förmyndarskap för en ung flicka vid namn Anne Cresacre, som senare kom att gifta sig med hans son, John More. More var en tillgiven far som skrev brev till sina barn så fort hans plikter tvingade honom att lämna hemmet, och han uppmuntrade dem att ofta skriva tillbaka.
More var mycket intresserad av frågan om kvinnors utbildning, vilket var ovanligt vid denna tid. Hans grundinställning var att kvinnors förmåga att tillgodogöra sig en akademisk utbildning var lika god som männens, och han såg därför till att hans döttrar fick samma utbildning son hans son, baserad bland annat på insikter i klassisk historia, filosofi och litteratur. Den främsta akademikern i Mores familj kom att bli hans dotter Margaret Roper, som prisades för sin lärdom;  särskilt det faktum att hon behärskade både grekiska och latin till fulländning ådrog sig hyllningar. More beskrev en sådan hyllning till dottern i ett brev till henne i september 1522, efter att han visat ett av dotterns brev till honom för biskopen av Exeter:

När han såg signaturen vilken visade att avsändaren var en dam fick hans överraskning honom att läsa brevet med större iver...han sade att han aldrig skulle ha trott att det var ditt verk om inte jag hade försäkrat honom om detta, och han lovordade det å det högsta...för dess stilfulla latin, dess korrekthet, dess lärdom och dess uttryck av genuin känsla gentemot mig. Han tog med ens fram en portague [ett portugisiskt guldmynt]. . . ur sin ficka för att jag skulle skicka den till dig som en hälsning om hans beundran.

Mores framgångar med döttrarnas utbildning blev ett exempel som andra framstående familjer i England kom att följa. Till och med Erasmus utvecklade en mer positiv syn på utbildning för kvinnor efter att ha sett hur Mores döttrar utvecklades.

### Tidig politisk karriär
År 1510 utsågs Thomas More till undersheriff, ett ämbete som kan liknas vid en kombination av statlig åklagare och juridisk funktionär åt regeringen. Denna post hade hög status, och More lyckades dra till sig kungens uppmärksamhet genom att på ett briljant sätt driva ett par svåra fall genom den av kungen inrättade Star Chamber (en domstol med särskilda prerogativ direkt underställd kungen). Samtidigt skapade han sig ett rykte som en hederlig och pålitlig tjänsteman. Han innehade detta ämbete fram till 1518.
Kring kungen fanns ett system för formaliserad nepotism som användes för att skapa lojalitet och belöna de personer som utfört tjänster åt kronan. More fick 1514 en av posterna som ansvarig för dessa belöningar då han utsågs till Master of Requests. År 1517 blev More utsedd till en av kungens rådgivare, och 1518 blev han medlem av Privy Council, vilket innebar att han var en av kungens mäktigaste och mest inflytelserika tjänstemän. More började samtidigt att ta del i Henrik VIII:s utrikespolitik, och han följde med kungen till det berömda mötet på Camp du Drap d'Or, och han var även med som medhjälpare åt Thomas Wolsey då denne genomförde en resa för att förhandla fram ett freds- och handelsavtal med kejsaren Karl V. Under dessa resor passade More på att knyta kontakter med framstående tänkare och författare på kontinenten, till exempel akademiker som Guillaume Budaeus. Detta ledde till att More blev uppmärksammad på de källstudier i exempelvis grekiska och hebreiska som pågick på kontinenten och var en del i den växande renässanshumanismen. 
År 1521 dubbades Thomas More till riddare av kungen, och utsågs till undertreasurer, det vill säga en av kungens personliga ekonomiska rådgivare.
Vartefter More vann kungens förtroende och bevågenhet växte hans makt och inflytande. I hans ålägganden ingick bland annat att ta emot utländska sändebud, att upprätta officiella dokument och att fungera som administrativ mellanhand mellan kungen och den högste ”ministern” – Thomas Wolsey, ärkebiskop av York, kardinal och lordkansler – för att underlätta och effektivisera det omfattande utbyte av information och beslut som dagligen skickades mellan dessa.
På Wolseys rekommendation blev More vald till talman (Speaker) i Underhuset år 1523. Senare tjänstgjorde han även som kungens högste tillsynsman (High Steward) för universiteten i Cambridge och Oxford. År 1525 blev han utsedd till Chancellor of the Duchy of Lancaster, vilket gav honom stora maktbefogenheter i norra England, både vad gällde administrativa och juridiska frågor.

### Lordkansler
Efter Wolseys fall utsågs More 1529 till ny lordkansler, alltså kungens främste rådgivare och tjänsteman. Trots att More egentligen såg det som olämpligt blev han den förste att inneha detta ämbete utan att vara prästvigd. More, som var en fast anhängare av det kungliga prerogativet, var inledningsvis mycket lojal mot kungen och i samband med att Henrik inledde den process som han ville skulle leda till att äktenskapet med Katarina av Aragonien upplöstes för att bereda väg för ett nytt äktenskap med Anne Boleyn, drev More till exempel argumentet att kungens äktenskap med Katarina av Aragonien var lagstridigt. När Henrik gick vidare till att börja ifrågasätta påvens överhöghet började dock More att ha samvetsbetänkligheter kring sin tjänsteutövning.
More eftersträvade, liksom Erasmus, reformer inom kyrkan. Han ville exempelvis att prästerskapet skulle återgå till mer ursprungliga uppgifter och att teologin skulle bli mer rationell. Samtidigt var han en stark företrädare för kyrkans enighet och den katolska kyrkans ställning som bärare av den religiösa sanningen och garant för en god samhällsordning. More såg Luthers angrepp på den katolska kyrkan som en krigsförklaring.
När Wolsey under sin tid som lordkansler kämpade för att förhindra lutherska skrifter från att spridas i England, bistod More honom i det arbetet. Han arbetade också för att få Star Chamber att anta lagar som förbjöd kätterska predikningar och annan spridning av reformerta idéer. När More sedan blev lordkansler beskrev han sin uppgift som främst att försöka skydda folket från luthersk besmittelse. I juni 1530 stadgade kungen att de som gjorde sig skyldiga till brott mot kätterilagarna skulle prövas inför kungens råd, snarare än som tidigare varit fallet med religiösa brott, inför biskoparna. Detta var ett steg i Henrik VIII:s strategi att flytta kyrklig makt till parlamentet och kronan. De straff som utdömdes för brott mot kätterilagarna blev successivt strängare. År 1531 brändes benediktinermunken Richard Bayfield, som även tagit examen vid universitetet i Cambridge, efter att ha funnits skyldig till att ha distribuerat kopior av William Tyndales engelska översättning av Nya Testamentet.
Under Mores tid som lordkansler ökade de fall då kättare brändes på bål dramatiskt.  I The Confutation of Tyndale’s Answer, där More går i polemik med de reformerta, uttalar sig More för dessa bränningar och kallar till exempel den genom bränning avrättade sir Thomas Hitton för ”djävulens stinkande martyr”.
Både i samtiden och senare har det ibland påståtts att More använde sig av tortyr för att tvinga fram bekännelser från dem som misstänktes vara kättare. Vid något tillfälle skulle More till och med ha låtit tortera en misstänkt i sitt eget hem. More förnekade dock kraftigt detta och hävdade att han aldrig använt någon form av våld för att avtvinga bekännelser av misstänkta.

### More avgår
År 1530 vägrade More att underteckna ett brev skrivet av Englands främsta adelsmän och kyrkliga företrädare, där man bad påven att annullera Henriks äktenskap med Katarina av Aragonien. Han hamnade också i gräl med kungen vad gällde kätterilagarna. År 1531 försökte han frånträda sin post efter att ha tvingats svära en ed som förklarade att kungen var högsta makthavare (Supreme Head) över den engelska kyrkan så långt detta tilläts av Kristi lagar. Han vägrade sedan att avlägga eden ännu en gång, då den omformulerats så att den förnekade att det fanns någon annan makt över kyrkan än kungens. År 1532 bad han återigen kungen att entlediga honom från hans tjänst. Han anförde sjukdom som skäl, och denna gång beviljade Henrik hans bön.

### Rättegång och avrättning
År 1533 vägrade More att närvara vid Anne Boleyns kröning. Detta tolkades av kungen (och hela hovet) som ett offentligt avståndstagande från den nya drottningen. Rent formellt var detta inte ett fall av högförräderi, då More skrivit till kungen och erkänt Anne som sin nya drottning. Kungen tog dock Mores vägran som en personlig kränkning och ett ifrågasättande av hans kungliga prerogativ.
I april 1534 ombads More inställa sig inför en kommission och svära en ed att efterkomma den nya tronföljdslagen. More sade sig vara villig att svära på att parlamentet ägde rätt att upphöja Anne Boleyn till drottning, men han vägrade att svära eden då den även innehöll passagen att det var parlamentet, inte påven, som hade rätt att stifta kyrkliga lagar i England. Han vägrade nu även att acceptera att Henriks äktenskap med Katarina av Argonien stridit mot kyrkans lagar. More var inte ensam i sin vägran att svära eden, även John Fisher, biskop av Rochester, vägrade att skriva under.
Fyra dagar senare arresterades More, och fördes till Towern. Medan han befann sig i Towern skrev han verket Dialogue of Comfort against Tribulation, där han söker finna mod inför den stundande prövningen samtidigt som han ber om kraften att ödmjukt finna sig i vad Gud bestämt ska bli hans öde.
Den 1 juli 1535 prövades Mores fall av en särskild domarpanel som bestod av den nye innehavaren av tjänsten som lordkansler, såväl som Anne Boleyns far, bror och morbror. Han anklagades för högförräderi på grund av att han vägrat att skriva på den senaste versionen av tronföljdslagen.
More trodde att han inte kunde finnas vara skyldig så länge han inte uttalat förnekade kungens ställning som kyrkans överhuvud, och han vägrade därför att uttala sig i ämnet. Ett vittne hävdade dock, möjligen falskeligen, att More under sin vistelse i Towern skulle ha uttalat att han inte accepterade kungen som kyrkans överhuvud. Domstolen fann att More var skyldig till högförräderi.
När han befunnits skyldig, men ännu inte fått motta sin dom, tog More bladet från mun. Han uttalade som sin mening att ingen världslig man kan ha makt över andliga frågor. More dömdes att hängas och därefter styckas levande, vilket var det vanliga straffet för högförrädare. Kungen visade dock nåd, och ändrade straffet till halshuggning.
När More skulle avrättas förklarade han för dem som församlats att bevittna halshuggningen att han var "kungens trogna tjänare, men i första hand Guds". Till bödeln sade han "Ta dig samman karl, och räds ej din syssla; min nacke är mycket kort; akta dig därför så att du inte slår snett och förlorar din ära." Mores huvudlösa kropp begravdes i St Peter ad Vincula i Towern, medan hans huvud sattes upp till beskådan ovanför London Bridge. En månad senare lyckades Mores dotter, Margaret Roper, möjligen genom mutor, få tillstånd att ta ner huvudet. Kraniet vilar numera i familjen Ropers familjegrav i St Dunstan’s i Canterbury.

## Verk

### Akademiska och litterära verk
More var en framstående akademiker, författare, kritiker och konstmecenat. Hans skrifter och lärdom förskaffade honom ett rykte som en av de främsta kristna tänkarna i det av renässansen präglade akademiska Europa. More var god vän med den framstående nederländske humanisten Erasmus av Rotterdam, och denne dedicerade sitt mästerverk Dårskapens lov till More. (Titeln på verket är de facto en ordlek på Mores namn, dårskap heter moria på grekiska). Erasmus, som upprätthöll en omfattande brevväxling med många av de främsta samtida akademikerna beskrev ofta More som en exemplarisk lärd och forskare. Erasmus och More var överens i sin strävan att uppnå en reform inom kyrkan som skulle ge trosutövningen ett nytt liv. De menade båda att bästa sättet att åstadkomma detta var genom att återvända till de ursprungliga bibeltexterna och de äldsta kyrkofäderna, och genom kritisk läsning och nya översättningar återuppväcka ursprungligheten och äktheten i kyrkans läror, samtidigt som man kunde rensa ut förvrängningar, misstolkningar och medeltida vidskepelse. More och Erasmus gjorde en gemensam latinsk översättning av Lukianos av Antiochia som gavs ut i Paris 1506. More författade även skriften Life of John Picus, Earl of Mirandula (1510), där hans humanistiska ideal tydligt framgår.
Mellan 1513 och 1518 arbetade More på ett stort verk, som han aldrig kom att färdigställa: History of King Richard III, ett verk som senare inspirerade William Shakespeare att skriva dramat Richard III. Mores och Shakespeares skildringar av den ryktbare kungen är kontroversiella bland moderna historiker. Vissa menar att nidporträttet av kungen är en följd av att författarna ville ställa sig in hos den regerande tudordynastin, som ju usurperat tronen efter att ha besegrat Richard III. More är dock mycket sparsam med referenser till Henrik VIII:s far, Henrik VII, Richard III:s besegrare, kanske på grund av att denne handlat, i Mores ögon, orättvist mot Mores far, sir John More, i samband med en rättstvist gällande ett kungligt övertagande av egendom som John More betraktade som sin. Andra historiker ser i verken om Richard III snarare en kritik av kungligt tyranni i allmänhet, än ett utpekande av Richard III i synnerhet.
History of King Richard III är en typisk renässanshistoria, som är speciell för sin litterära kvalitet och sitt sätt att förhålla sig till de klassiska skrivreglerna, snarare än för att den skulle representera någon form av historisk sanning.  Mores verk, i likhet med den samtida historikern Polydore Vergil, visar på hur man går ifrån det medeltida sättet att skriva historia, kronologiskt och sakligt, till att försöka levandegöra och dramatisera historien. Den ondskefulle Richard III är lika mycket en personifiering av maktens korrumperande krafter som en figur ur historien. History of King Richard III skrevs och publicerades både på latin och engelska.

### Utopia

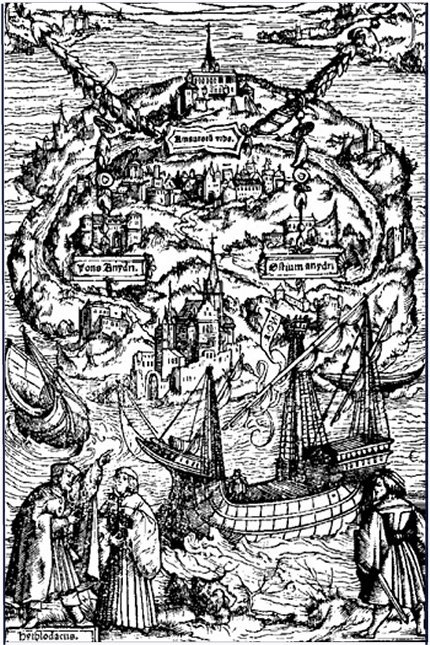
Etsning av Utopia av Ambrosius Holbein.

More skrev det första utkastet till Utopia, hans mest kända och kontroversiella verk, på latin. Boken färdigställdes och trycktes år 1516. I Utopia beskriver en sjöman, Raphael Hythloday, (namnet är en grekisk ordlek där förnamnet syftar på ärkeängeln Rafael, sanningssägaren, och efternamnet betyder ”struntpratare”) ett fantasiland, Utopia, ur politiskt, filosofiskt och kulturellt perspektiv. (Även namnet Utopia är en grekisk ordlek : ou-topos betyder ingenstans, och eu-topos betyder en god plats).
I Utopia kontrasteras det politiska och sociala tumultet i dåvarande Europa med den perfekta politiska och sociala ordning som råder i Utopia. I Utopia existerar ingen privat egendom, utan allt ägande är kollektivt. Män och kvinnor erhåller samma utbildning och deltar i samhället på lika villkor. (Denna tes följde More, och gav sina döttrar den utmärkta utbildning som i samtiden annars var förbehållen adelns söner. Hans dotter, Margaret Roper kom också att bli en framstående författare av egen rätt.) Samhället präglas av en form av religiös tolerans, som respekterar alla religioner men inte tillåter ateism. Hythloday menar i texten att detta beror på att en man som saknar religion även saknar moral och därför aldrig går att lita på. Han pekar även på att en man som vägrar underkasta sig en Gud, sannolikt heller inte kan underkasta sig lagar och världslig auktoritet.
More använde denna roman för att beskriva en påhittad stat, så att han på ett fritt sätt kunde diskutera frågor som var kontroversiella i samtiden. More baserar Utopias politiska system på klosterväsendets kommunitet, så som den beskrivs i Apostlagärningarna.
Utopia är en föregångare i utopiskrivandet som litterär genre, och den har fått många efterföljare. Även om genren ursprungligen byggde på fenomen som är typiska för renässansen, till exempel den klassiska romerska retoriken och föreställningar om idévärlden som kan finnas hos exempelvis Platon, så kom genren att vara populär åtminstone till och med Upplysningen.

### Religiösa skrifter
More uppskattade harmoni i samhället, och menade att en strikt hierarkisk ordning bidrog till att framkalla denna harmoni. Enligt More var det främsta hotet mot det goda samhället den utmaning som reformationen ställde den allomfattande romersk-katolska kyrkan inför. För More var kyrkans enhet inte bara det verktyg som skulle ge evigt liv åt människornas själar, utan även den gemensamma grund för förståelse av människans natur som kan göra det möjligt för oss att skapa goda lagar och ett lyckligt samhälle på jorden. För More framstod reformationen alltså som en katastrof för mänskligheten, både i detta liv och nästa.
Mores motattack mot reformationen inleddes då han hjälpte Henrik VIII att skriva  Defence of the Seven Sacraments (1521). Denna text var ett svar på Martin Luthers Om kyrkans babyloniska fångenskap. När Luther sedan utgav Contra Henricum Regem Angliae, blev det More som framstod som kungens främste försvarare då han lät trycka Responsio ad Lutherum. Denna meningsväxling innehåller ett stort antal personangrepp åt båda håll, ofta på en mycket låg nivå. Luther skriver till exempel att han vill täcka den engelska kungen med dynga och skit, varpå More svarar med att kalla Luther för hallick och ”the shit-pool of all shit”. 1528 gav More även ut en bok där han attackerar William Tyndales skrifter. (Tyndale har sedan gått till historien som den förste som översatte bibeln till engelska i en version som publicerades.)

## Eftermäle

### Senare återgivningar av More

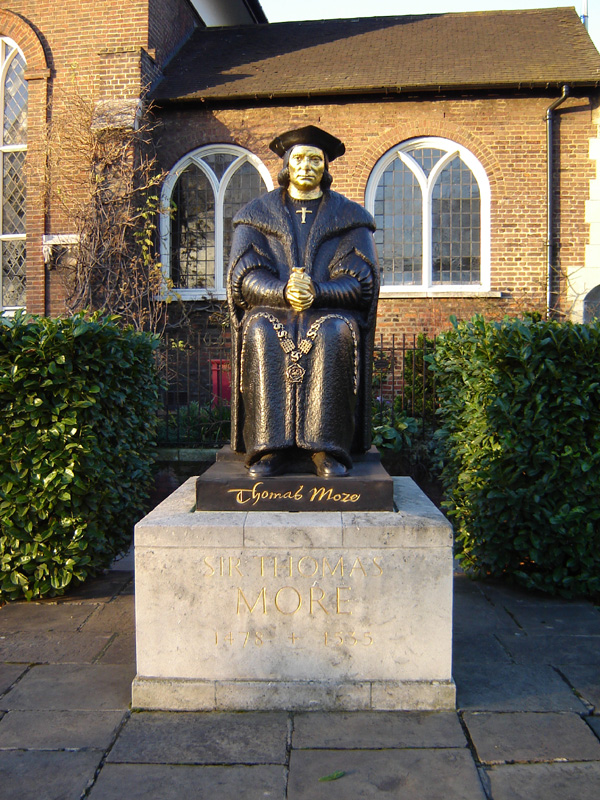
Staty av sir Thomas More, London.

Det faktum att More vägrade ge upp sina religiösa ståndpunkter, även när han hotades av undergång och död, gjorde honom till en omedelbar hjälte bland katoliker. Även många protestanter ansåg att han dömts på falska grunder och att avrättningen var orättvis.
Moderna socialister har sett en inspiratör och föregångare i More. Utopia har setts som ett slag för samhället som bygger på gemensamt ägande och social jämlikhet. Mores Utopia och marxismens utopi har dock vissa fundamentala skillnader såsom att More var en stark förespråkare för religionen och inte heller ansåg att staten var ett väsen som kunde utvecklas genom människans försorg utan en förändring kunde endast ske genom ett mirakel. Boken var inte tänkt som en vägvisare mot en bättre värld, utan en satir över vad som var fel i dåtidens England. Katolska historiker har ibland hävdat att marxisterna, då de lyfter fram Utopia som en socialistisk text, bortser från att More ofta är ironisk i Utopia.
I A Man for All Seasons beskriver dramatikern Robert Bolt More som en människa som drivs av sitt samvete. Pjäsen filmatiserades 1966 med Paul Scofield i huvudrollen (se En man för alla tider). Filmen vann en Oscar för bästa film det året.
Författaren Karl Zuchardt skrev romanen Stirb Du Narr! ('Dö din dåre!'), som handlar om Mores kamp med Henrik. Här framställs More som en idealist som dör på grund av bristande insikter i hur verkligheten fungerar.
I historieskrivningen har More skildrats på många olika sätt. Vissa historiker har porträtterat honom som en sadomasochistisk dåre, till exempel Joanna Denny i hennes biografi över Anne Boleyn, där More till exempel beskrivs som en självplågare som piskar sig själv och som njuter av sitt väntade martyrskap. Andra framställer honom som en alltigenom sympatisk figur, till exempel John Guy i hans A Daughter's Love.
I tv-serien The Tudors spelas More av Jeremy Northam. I denna serie framstår More som en fridens man, som på alla sätt försöker medla mellan kyrkan, kungen och hans Gud.

### Helgonförklaring
År 1886 beatificerades More av påven Leo XIII och 1935 kanoniserades han efter en massförfrågan från engelska katoliker som såg honom som en enande symbol mot den växande, anti-kyrkliga, kommunismen. John Fisher, som också avrättats för sin vägran att skriva under eden, kanoniserades samtidigt och de delar nu helgdag i den katolska kalendern – den 22 juni. År 2000 förklarade påven Johannes Paulus II att More skulle vara alla statsmäns och politikers beskyddare.

## Svenska översättningar
- Utopia: om en välordnad stat (översättning Carl Elof Svenning, Federativ, 1930)
- Utopia (översättning Anders Piltz, Carmina, 1979). Senaste uppl., Norma, 2012